# Convolvulus jordanensis
Convolvulus jordanensis är en vindeväxtart som beskrevs av Sa'ad. Convolvulus jordanensis ingår i släktet vindor, och familjen vindeväxter. Inga underarter finns listade i Catalogue of Life.